# Свинарки (заповідне урочище)
Свина́рки — заповідне урочище в Україні. Розташоване на території Надвінянського району Івано-Франківської області, на південь від села Білі Ослави.
Площа — 145,4 га, статус отриманий у 2008 році. Перебуває у віданні ДП «Делятинський держлісгосп» (Білоославське лісництво, квартал 19, виділи 11—13; квартал 24, виділи 8—10; квартал 25, виділи 13—16; квартал 30, виділи 13—17; квартал 31, виділи 12—18).